# Perasia ora
Perasia ora är en fjärilsart som beskrevs av Pieter Cramer. Perasia ora ingår i släktet Perasia och familjen nattflyn. Inga underarter finns listade i Catalogue of Life.

## Bildgalleri

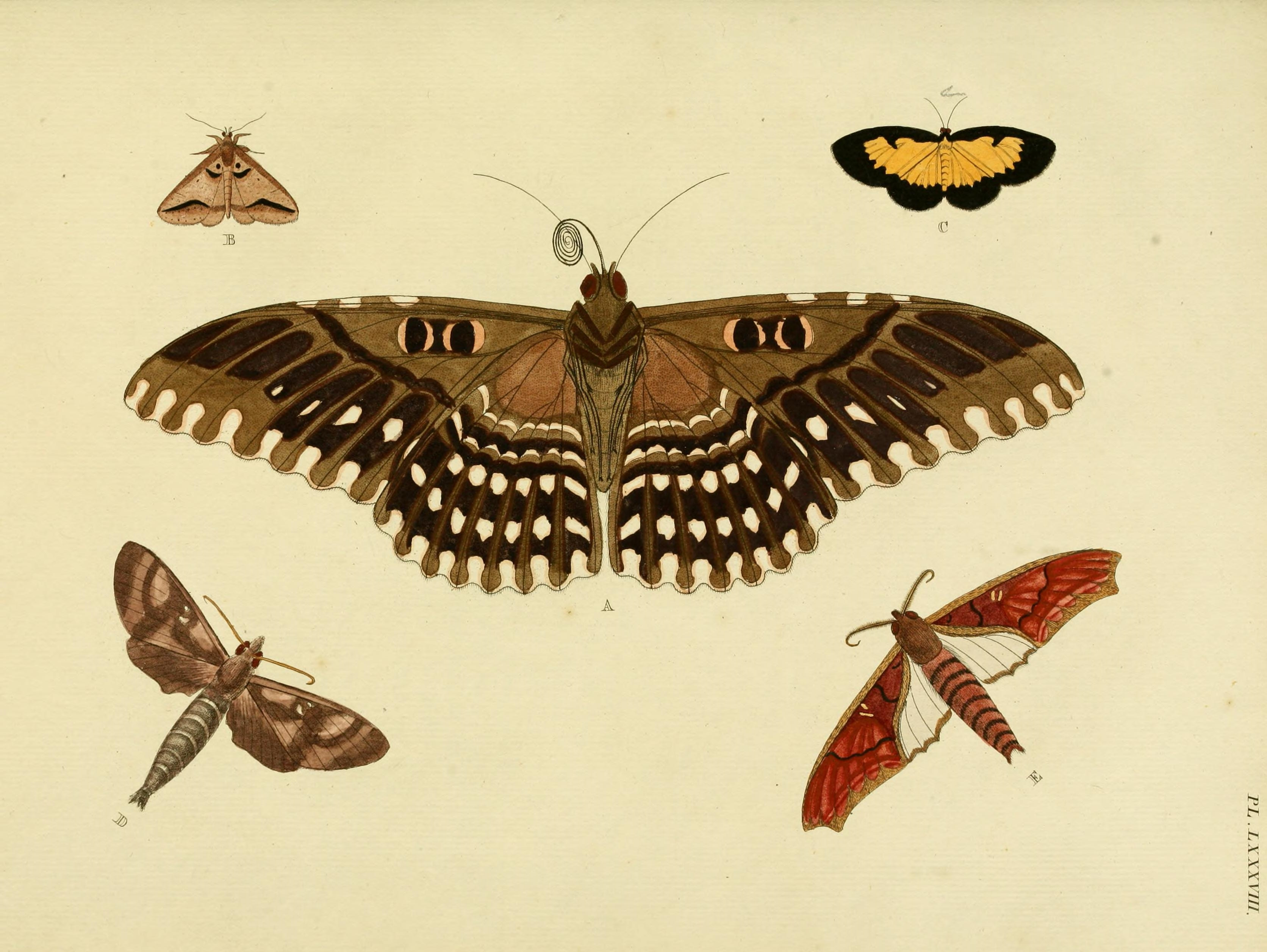